# Епархия 9 Июля
Епархия 9 Июля (лат. Dioecesis Sancti Dominici Novem Iulii) — епархия Римско-Католической церкви с центром в городе 9 Июля, Аргентина. Епархия 9 Июля входит в митрополию Мерседеса — Лухана. Кафедральным собором епархии 9 Июля является церковь святого Доминика.

## История
11 февраля 1957 года Папа Римский Пий XII выпустил буллу «Quandoquidem adoranda», которой учредил епархию 9 Июля, выделив её из епархий Асуля и Мерседеса (сегодня — архиепархия Мерседеса — Лухана). До 2019 года входила в митрополию Ла-Платы.

## Ординарии епархии
- епископ Агустин Адольфо Эррера (13.03.1957 — 24.07.1961), назначен вспомогательным епископом Жужуя;
- епископ Антонио Кваррасино (3.02.1962 — 3.08.1968), назначен епископом Авельянеды;
- епископ Алехо Бенедикто Гиллиган (19.07.1969 — 28.08.1991);
- епископ Хосе Витторио Томмаси (28.08.1991 — 16.09.1998);
- епископ Мартин де Элизальде, O.S.B.[1] (6.07.1999 — 1.12.2015, в отставке);
- епископ Ариэль Эдгардо Торрадо Москони (1.12.2015 — по настоящее время).